# Cuscuta planiflora
Cuscuta planiflora là một loài thực vật có hoa trong họ Bìm bìm. Loài này được Ten. mô tả khoa học đầu tiên năm 1824.